# 楮头红
楮头红（学名：Sarcopyramis napalensis）为野牡丹科肉穗草属下的一个种。

## 扩展阅读
維基物種上的相關：楮头红